# Ligue 1 2019/20
Het seizoen 2019/20 van de Franse Ligue 1 was de 82ste editie van de hoogste professionele Franse voetbalcompetitie sinds de oprichting in 1933. Het seizoen begon in augustus 2019 en zou eindigen in mei 2020. Door de uitbraak van de coronapandemie werd de competitie echter in maart al stilgelegd en werd eind april besloten om het seizoen niet meer af te maken. Op 30 april werd bekendgemaakt dat Paris Saint-Germain tot kampioen gekroond zou worden en verder de tussenstand tot eindstand om te zetten. Hierdoor degradeerden Amiens SC en Toulouse FC. Titelverdediger was Paris Saint-Germain. In het vorige seizoen degradeerden EA Guingamp en SM Caen naar de Ligue 2. Zij werden in dit seizoen vervangen door FC Metz en Stade Brest.

## Ranglijst

### Eindstand
| Pos | Club                  | Gs | W  | G  | V  | Pnt | Dv | Dt | Ds  |
| --- | --------------------- | -- | -- | -- | -- | --- | -- | -- | --- |
| 1.  | Paris Saint-Germain   | 27 | 22 | 2  | 3  | 68  | 75 | 24 | +51 |
| 2.  | Olympique Marseille   | 28 | 16 | 8  | 4  | 56  | 41 | 29 | +12 |
| 3.  | Stade Rennais         | 28 | 15 | 5  | 8  | 50  | 38 | 24 | +14 |
| 4.  | Lille OSC             | 28 | 15 | 4  | 9  | 49  | 35 | 27 | +8  |
| 5.  | OGC Nice              | 28 | 11 | 8  | 9  | 41  | 41 | 38 | +3  |
| 6.  | Stade de Reims        | 28 | 10 | 11 | 7  | 41  | 26 | 21 | +5  |
| 7.  | Olympique Lyon        | 28 | 11 | 7  | 10 | 40  | 42 | 27 | +15 |
| 8.  | Montpellier HSC       | 28 | 11 | 7  | 10 | 40  | 35 | 34 | +1  |
| 9.  | AS Monaco             | 28 | 11 | 7  | 10 | 40  | 44 | 44 | 0   |
| 10. | Angers SCO            | 28 | 11 | 6  | 11 | 39  | 28 | 33 | -5  |
| 11. | RC Strasbourg         | 27 | 11 | 5  | 11 | 38  | 32 | 32 | 0   |
| 12. | Girondins de Bordeaux | 28 | 9  | 10 | 9  | 37  | 40 | 34 | +6  |
| 13. | FC Nantes             | 28 | 11 | 4  | 13 | 37  | 28 | 31 | -3  |
| 14. | Stade Brestois        | 28 | 8  | 10 | 10 | 34  | 34 | 37 | -3  |
| 15. | FC Metz               | 28 | 8  | 10 | 10 | 34  | 27 | 35 | -8  |
| 16. | Dijon FCO             | 28 | 7  | 9  | 12 | 30  | 27 | 37 | -10 |
| 17. | AS Saint-Étienne      | 28 | 8  | 6  | 14 | 30  | 29 | 45 | -16 |
| 18. | Olympique Nimes       | 28 | 7  | 6  | 15 | 27  | 29 | 44 | -15 |
| 19. | Amiens SC             | 28 | 4  | 11 | 13 | 23  | 31 | 50 | -19 |
| 20. | Toulouse FC           | 28 | 3  | 4  | 21 | 13  | 22 | 58 | -36 |

### Legenda
| Kleur | Kwalificatie voor                                                    |
| ----- | -------------------------------------------------------------------- |
|       | Geplaatst voor groepsfase UEFA Champions League 2020/21              |
|       | Geplaatst voor derde kwalificatieronde UEFA Champions League 2020/21 |
|       | Geplaatst voor groepsfase UEFA Europa League 2020/21                 |
|       | Geplaatst voor tweede kwalificatieronde UEFA Europa League 2020/21   |
|       | Degradatie naar de Ligue 2                                           |

## Play-offs

### Topscorers
- In onderstaand overzicht zijn alleen de spelers opgenomen met vijftien of meer treffers achter hun naam.

| № | Naam              | Club                | Goals | Duels | Gem. |
| - | ----------------- | ------------------- | ----- | ----- | ---- |
| 1 | Kylian Mbappé     | Paris Saint-Germain | 18    | 20    | 0,90 |
| 2 | Wissam Ben Yedder | AS Monaco           | 18    | 25    | 0,68 |
| 3 | Moussa Dembélé    | Olympique Lyon      | 14    | 25    | 0,56 |
| 4 | Neymar            | Paris Saint-Germain | 13    | 15    | 0,87 |
| 4 | Victor Osimhen    | Lille OSC           | 13    | 25    | 0,52 |

### Assists
- In onderstaand overzicht zijn alleen de spelers opgenomen met tien of meer assists achter hun naam.

| № | Naam              | Club                | Assists | Duels | Gem. |
| - | ----------------- | ------------------- | ------- | ----- | ---- |
| 1 | Ángel Di María    | Paris Saint-Germain | 14      | 26    | 0,54 |
| 2 | Islam Slimani     | AS Monaco           | 7       | 17    | 0,41 |
| 2 | Yoann Court       | Stade Brest         | 7       | 22    | 0,32 |
| 4 | Neymar            | Paris Saint-Germain | 6       | 15    | 0,40 |
| 4 | Thiago Mendes     | Olympique Lyon      | 6       | 22    | 0,27 |
| 4 | Pierre Lees-Melou | OGC Nice            | 6       | 25    | 0,24 |
| 4 | Jonathan Ikone    | Lille OSC           | 6       | 27    | 0,22 |